# Nasser Al-Attiyah

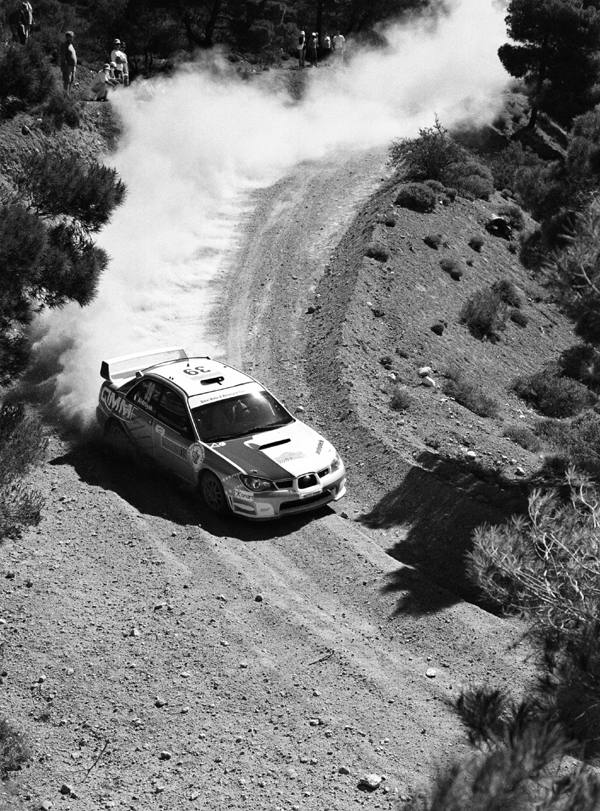
Al Attiyah al Ral·li d'Acròpolis 2006.

Nasser Al-Attiyah (àrab: ناصر العطية, Nāṣir al- ʿAṭṭiyya) (Doha, 21 de desembre de 1970) és un príncep qatarià, així com pilot de ral·lis i esportista olímpic de tir al plat. A les competicions de ral·li ha disputat en diverses ocasions el Campionat Mundial de Ral·lis, guanyant en dues ocasions la categoria WRC 2 i en una la de Producció. Pel que fa als raids, ha guanyat en 5 ocasions el Ral·li Dakar i en 6 la Copa del Món de Ral·lis Raid.
Membre d'una de les principals famílies de Qatar, Al Attiyah és parent de la dona que alletava l'actual Emir de Qatar, relació que li val el tracte de Príncep.

## Ral·lis
Debutà en els ral·lis l'any 1989, però durant set anys no pogué competir, ja que el president de la Federació qatariana pertanyia a una família rival amb el qual promovien altres pilots, fet que portà a Nasser a practicar el tir olímpic. Quan un cosí seu assumí la presidència de la Federació Qatariana d'Automobilisme l'any 2004 pogué retornar a la competició.
Des de 2004 fins al 2009 disputà el Campionat Mundial de Ral·lis de producció amb un Subaru Impreza WRX, guanyant el títol de l'any 2006.
Les temporades 2010 i 2011 disputà el WRC 2 amb un Ford Fiesta S2000, mentre que les temporades 2012 i 2013 ho va fer al WRC amb el Qatar World Rally Team, la 2012 amb un Citroën DS3 WRC i la 2013 amb un Ford Fiesta RS WRC.
L'any 2014 retorna a la categoria WRC 2, pilotant un Ford Fiesta RRC, aconseguint guanyar el títol mundial, fita que revalidaria de nou a la temporada següent.
També ha disputat de forma puntual algunes proves del Campionat d'Europa de Ral·lis, guanyant en dos ocasions el Ral·li de Xipre els anys 2017 i 2019, si bé on cal destacar els triomfs d'Al-Attiyah és el Campionat de Ral·lis de l'Orient Mitjà, campionat que ha guanyat en 18 ocasions.

## Dakar
Al-Attiyah debuta al Ral·li Dakar l'any 2004 amb un Mitsubishi, ocupant la 10a posició final, fet que provocà que BMW el fitxés com a pilot oficial.
En paral·lel, l'any 2008, any on la prova dakariana és cancel·lada, Al-Attiyah guanya amb BMW la Copa del Món de Ral·lis Raid, on entre d'altres proves, fou el vencedor de la prestigiosa Baja España-Aragón, en la qual era la seva primera participació en la prova aragonesa.
L'any 2010 fitxa per Volkswagen acabant aquella edició del dakar en segona posició per darrere del seu company Carlos Sainz, alçant-se finalment amb la seva primera victòria a l'edició següent.
Al-Attiyah tornaria a guanyar el Dakar a l'edició de l'any 2015 pilotant en aquesta ocasió un Mini. Amb aquest mateix vehicle havia estat tercer al 2014 i seria segon al 2016. Al 2015 guanyaria el seu segon títol de la Copa del Món de Ral·lis Raid.
L'any 2017 fitxa per l'equip oficial Toyota, iniciant una època daurada on ha guanyat la prova dakariana els anys 2019, 2022 i 2023, quedant-ne segon a les edicions 2018, 2020 i 2021. En paral·lel guanyaria la Copa del Món de Ral·lis Raid de 2016, 2017, 2021 i 2022.

## Tir Olímpic
Dins de la disciplina de tir olímpic, abans de dedicar-se plenament als ral·lis, Al-Attiyah participà als Jocs Olímpics d'Atlanta 1996, Sydney 2000 i Atenes 2004, on gairebé aconseguí la medalla de bronze en quedar en quarta posició.
Posteriorment, compaginant el tir amb la competició del motor, també participà a Pequín 2008 amb una discreta 16a posició i a Londres 2012 on aconseguiria guanyar la medalla de bronze.

## Palmarès

### Ral·lis
- 2 WRC 2: 2014 i 2015
- 1 Campionat Mundial de Ral·lis de producció: 2006
- 18 Campionat de Ral·lis de l'Orient Mitjà: 2003, 2005, 2006, 2007, 2008, 2009, 2011, 2012, 2013, 2014, 2015, 2016, 2017, 2018, 2019, 2020, 2021 i 2022.

### Raids
- 5 Ral·li Dakar: 2011, 2015, 2019, 2022 i 2023
- 6 Copa del Món de Ral·lis Raid: 2008, 2015, 2016, 2017, 2021 i 2022

### Tir olímpic
- JJOO Londres 2012: bronze